# Onawmanient
Onawmanient (ostale varijante: Onaumanìent, Anawmanient, Nominies), pleme Algonquian Indijanaca naseljeno u ranom 17. stoljeću uz rijeku Potomac na današnjem području okruga Westmoreland u Virginiji. John Smith (1607) kaže da su imali oko stotinu ratnika. Zajedno s plemenima Tauxenent, Potomac, Cuttatawomen i Pissasec pripadaju široj grupi Matchotic, i svi su članovi konfederacije Powhatan. 
Njihovo glavno selo također se zvalo Onawmanient a nalazilo se na Nominy Bayu u okrugu Westmorelandu.